# Ocopulco
Ocopulco är en ort i Mexiko, tillhörande kommunen Chiautla i delstaten Mexiko. Ocopulco ligger i den centrala delen av landet och tillhör Mexico Citys storstadsområde. Orten hade 3 317 invånare vid folkräkningen 2010, och är kommunens tredje största ort sett till befolkning.